# Draconarius dubius
Draconarius dubius är en spindelart som beskrevs av Wang 2003. Draconarius dubius ingår i släktet Draconarius och familjen mörkerspindlar. Inga underarter finns listade i Catalogue of Life.